# Bulbul fumat de les Comores
El bulbul fumat de les Comores (Hypsipetes parvirostris) és una espècie d'ocell de la família dels picnonòtids (Pycnonotidae). És endèmic de les illes Comores. Els seus hàbitats principals són els boscos tropicals i subtropicals de frondoses humits de les terres baixes i de l'estatge montà i les àrees forestals fortament degradades. El seu estat de conservació es considera gairebé amenaçat.